# Parafia Matki Bożej Pocieszenia w Rzeszowie
Parafia Matki Bożej Pocieszenia w Rzeszowie (Przybyszówka – Pustki) – parafia rzymskokatolicka znajdująca się w diecezji rzeszowskiej w dekanacie Rzeszów Południe.

## Historia
W latach 1998–2000 w Przybyszówce „Pustkach” zbudowano kościół filialny pw. Matki Bożej Pocieszenia, według projektu arch. Jana Bulszy, który 27 sierpnia 2000 roku został poświęcony przez bpa Kazimierza Górnego.
1 sierpnia 2020 roku dekretem bpa Jana Wątroby została erygowana parafia pw. Matki Bożej Pocieszenia, z wydzielonego terytorium parafii: bł. Karoliny Kózki, św. Mikołaja, Narodzenia Najświętszej Maryi Panny.

## Proboszczowie parafii
| Lata         | Proboszcz           |
| ------------ | ------------------- |
| 2020–obecnie | ks. Paweł Samborski |

## Terytorium parafii
Teren parafii obejmuje ulice:
- Czudecka
- Dynowska
- Odrzykońska (od skrzyżowania z ul. bł. Karoliny w kierunku ul. Dynowskiej)
- Pańska (od skrzyżowania z ul. Iwonicką w kierunku ul. Słoneczny Stok)
- Potokowa (od nr 114)
- Słoneczny Stok (od nr 153)
- Wołyńska